# Eklund-Inseln
Die Eklund-Inseln sind eine Inselgruppe am südwestlichen Ende des George-VI-Sunds vor der English-Küste des Palmerlands auf der Antarktischen Halbinsel.
Die größte der Inseln mit einer Länge von 8 km und einer Höhe von 410 m entdeckten im Dezember 1940 die beiden US-amerikanischen Polarforscher Finn Ronne und Carl R. Eklund während ihrer über 1750 km langen Schlittenexkursion von Stonington Island bis in das Gebiet dieser Inselgruppe und zurück im Zuge der United States Antarctic Service Expedition (1939–1941). Diese von Ronne nach Eklund benannte Insel war damals die einzige, die sichtbar aus den Eismassen des Sunds hervorragte. Der britische Polarforscher Vivian Fuchs entdeckte gemeinsam mit dem südafrikanischen Geologen Raymond John Adie (1926–2006) bei ihrer Erkundungsfahrt für den Falkland Islands Dependencies Survey im Jahr 1949 infolge eines Rückzugs der Eises, dass es sich bei der von Ronne und Fuchs kartierten Insel um eine einer großen Gruppe zumeist vereister Inseln handelt. Das Advisory Committee on Antarctic Names übertrug daher 1953 die von Ronne vorgenommene Benennung auf den gesamten Archipel.